# Guardie Rosse (Russia)
Più volte, nella storia, si ebbero gruppi denominati Guardie Rosse, nel corso di rivoluzioni di carattere comunista e più specialmente marxista-leninista.
Il nome venne usato per la prima volta nella Rivoluzione d'ottobre del 1917, quando i reparti armati di operai, contadini e di disertori dell'esercito zarista assaltarono il Palazzo d'Inverno, assumendo così la denominazione di "Guardie Rosse". 
Esse nacquero contemporaneamente ai Soviet, in risposta all`incapacità governativa del governo provvisorio borghese, formatosi in quegli anni dopo la caduta della monarchia, guidato dallo zar Nicola II (1894-1917).
Successivamente la funzione militare fu ereditata dall'Armata Rossa, mentre quella di polizia passò alla Čeka, guidata da Feliks Dzeržinskij, divenuta poi NKVD e infine  KGB.